# San Pietru
San Pietru est une ville de Malte située sur l'île de Gozo.